# Aimery Pinga
Aimery Pinga Maria (Fribourg, 6 januari 1998) is een Zwitsers voetballer van Congolese afkomst die sinds 2021 uitkomt voor Excelsior Virton.

## Clubcarrière
Pinga genoot zijn jeugdopleiding bij FC Schönberg, FC Fribourg, Young Boys Bern en FC Sion. Bij die laatste club maakte hij op 7 mei 2017 zijn profdebuut: in de competitiewedstrijd tegen zijn ex-club BSC Young Boys (0-1-verlies) liet trainer Sébastien Fournier hem in de 61e minuut invallen voor Moussa Konaté. In het seizoen daarop speelde hij vijftien officiële wedstrijden in het eerste elftal van Sion. In de twee seizoenen daarop werd hij uitgeleend: eerst aan Grasshopper Club Zürich en vervolgens aan FC Andorra.
In augustus 2021 sloot hij zich aan bij de Belgische tweedeklasser Excelsior Virton.

## Interlandcarrière
Pinga was in het verleden Zwitsers jeugdinternational.
2 Vinck ·
3 Rizzo ·
4 Doué ·
5 Hamzaoui ·
7 Bukusu ·
8 Sadin  ·
9 Sula ·
10 Pinga ·
11 Ahlinvi ·
14 Guillaume ·
17 Allach ·
18 Mouaddib ·
20 Napoletano ·
21 Aabbou ·
23 Martin ·
24 Hery ·
26 Awassi ·
28 Droehnle ·
Masangu ·
Coach: Grégoire